# Роум (Мен)
Роум (англ. Rome) — місто (англ. town) в США, в окрузі Кеннебек штату Мен. Населення — 1148 осіб (2020).

## Демографія
Згідно з переписом 2010 року, у місті мешкало 1010 осіб у 439 домогосподарствах у складі 299 родин. Було 1038 помешкань
Расовий склад населення:
| - 98,5 % — білих - 0,4 % — корінних американців - 0,2 % — чорних або афроамериканців - 0,1 % — азіатів |

До двох чи більше рас належало 0,1 %. Частка іспаномовних становила 0,6 % від усіх жителів.
За віковим діапазоном населення розподілялося таким чином: 19,3 % — особи молодші 18 років, 66,7 % — особи у віці 18—64 років, 14,0 % — особи у віці 65 років та старші. Медіана віку мешканця становила 46,2 року. На 100 осіб жіночої статі у місті припадало 106,1 чоловіків;  на 100 жінок у віці від 18 років та старших — 104,8 чоловіків також старших 18 років.
Середній дохід на одне домашнє господарство  становив 71 454 долари США (медіана — 50 500), а середній дохід на одну сім'ю — 80 734 долари (медіана — 66 172). Медіана доходів становила 42 500 доларів для чоловіків та 40 278 доларів для жінок. За межею бідності перебувало 25,0 % осіб, у тому числі 39,8 % дітей у віці до 18 років та 11,8 % осіб у віці 65 років та старших.
Цивільне працевлаштоване населення становило 457 осіб. Основні галузі зайнятості: освіта, охорона здоров'я та соціальна допомога — 41,4 %, публічна адміністрація — 14,0 %, роздрібна торгівля — 10,3 %.